# 上野裕一郎
上野 裕一郎（うえの ゆういちろう、1985年〈昭和60年〉7月29日 - ）は日本の陸上競技選手、指導者。専門は中・長距離種目。長野県佐久市出身。佐久長聖高等学校、中央大学卒業。エスビー食品、DeNA所属を経て立教大学体育会陸上競技部、男子駅伝監督（陸上競技選手としては立教大学の校友会組織である「セントポールクラブ」所属）を務めた。第12回世界選手権男子5000m日本代表。2024年現在はひらまつ病院所属。
佐久長聖高校、中央大学の主力選手として各陸上競技大会で活躍を残し、全国都道府県対抗男子駅伝でも長野県の優勝に貢献している。2009年には第93回日本選手権の1500m・5000m2種目制覇を遂げた。指導者としては2018年12月から2023年10月まで立教大学陸上競技部の長距離男子監督を務め、同校の55年ぶりの箱根駅伝出場に尽くした。

## 経歴

### 佐久長聖高等学校
佐久市立野沢中学校時代は軟式野球部に所属し、主に三塁手を務めていたがレギュラーではなく、本格的に陸上競技を始めたのは佐久長聖高校に進んでからであるという。高校では入部時「世界記録を出す」と宣言し、両角速監督指導の下、監督自らが整備したクロスカントリーコースなどを走り鍛え上げられた。
2001年12月23日、佐久長聖高校1年の上野は第52回全国高等学校駅伝競走大会に出場して2区区間賞を獲得、その実力は早くも全国に知れ渡るものとなった。2002年、佐藤悠基が入学してきた。佐藤とは彼がまだ中学3年生であった頃、2001年の国体3000mで初めて対決して以来、互いに意識するライバルであったという。12月3日、日本体育大学長距離競技会5000mに出場し、日本高校2年歴代2位となる13分56秒11を記録した。翌2003年1月19日には第8回全国都道府県対抗男子駅伝に出場し、長野県代表として5区を走り区間賞を獲得した。前年の今井正人の記録を1秒更新する区間新記録を樹立し、またこの時24位でタスキを受けると17人をごぼう抜きし、7位まで順位を上げた。
2003年、高校3年生となった上野は7月の長崎インターハイ出場を果たし、前年に続き1500mと5000mの2種目にエントリーした。ともに近年は外国人留学生ランナーが優勝を重ね続ける種目であり、この年も前年2002年に続きジョセファト・ダビリが2種目優勝を遂げ、また大会新記録まで樹立する結果となった。上位も4位までを留学生が占める中、上野は1500m・5000mの2種目とも5位、日本人1位の成績を残し、この時1500mで記録した3分45秒49は日本高校歴代4位となる好タイムであった。
また、この5000mには大牟田高校の伊達秀晃、西脇工業高校の北村聡、洛南高校の松岡佑起が出場しており、上野を含めた4人で日本人上位を分け合う結果となった。それぞれが高校陸上長距離種目の名門校出身であり、高校時代の5000m自己記録が大学生エリートランナーの1つの目安とされる13分台 を記録していたこの4人は、この前後よりあらゆるレースで顔を合わせ、この後も長らく互いに競い合う関係になった。この同学年エースランナー4人を指して、人は自然発生的に四天王と呼ぶようになった。
同年11月29日、日本体育大学長距離競技会10000mに出場。実業団ランナーや大学生ランナーに混じって走り、28分27秒39の自己ベストを記録した。これは渡辺康幸が持っていた28分35秒8を12年ぶりに更新する男子10000m日本高校記録となるものであった。
同年12月21日、第54回全国高校駅伝において、前年に引き続き各校のエースランナーが集う花の1区を務め、区間5位の結果を残した。この時記録した28分54秒のタイムは日本人選手で史上初めて29分を切るものであり、古田哲弘（浜松商業高校）の記録29分15秒を更新する日本人選手区間最高記録となった。上野や佐藤 らの活躍により佐久長聖高校は7区間42.195kmの都大路を2時間04分30秒で駆け抜け、全国2位の成績を残した。翌2004年1月18日には第9回全国都道府県駅伝に出場し、長野県代表5区として区間賞を獲得。前年の自身の記録を1秒縮める24分32秒で走り区間記録を更新、また上野が5人を交わして先頭にたつと、その後は先頭を他者に譲ることなく長野県代表が全国優勝を飾った。

### 中央大学
2004年、180cm超の長身から繰り出される高校記録を塗り替えるそのスピードにスーパー高校生、スーパールーキーの呼び声を受けつつ、中央大学法学部へ進学した。
2005年1月2日、初めての箱根路となる第81回箱根駅伝で1区を任された。しかし、体調不良と故障を抱え十分な練習が積めず区間19位となり、高橋憲昭・野村俊輔らの活躍があって中央大学は盛り返すものの上野は辛酸を嘗めた。1月23日、第10回全国都道府県男子駅伝に出場し最終7区を走り、兵庫県代表北村聡とタイム差なしでのスタートとなった。最後までもつれたがラストスパートで北村を振り切り、前年に続き長野県代表として優勝を飾った。
2005年5月の第84回関東インカレ1500mでメクボ・ジョブ・モグスに次ぐ2位に入賞した。5000mではディラング・サイモン（日本大学）が大会新記録となる13分27秒14で優勝する中、上野は3位松岡佑起・4位佐藤悠基に次ぐ5位入賞となった。6月の第89回日本選手権1500mでは4位入賞を果たした。10月、第17回出雲駅伝では6区アンカーを任され、駒澤大学を交わし2位に上げるが、前を行く伊達秀晃には届かず、中央大学は出雲駅伝準優勝となった。11月6日、第37回全日本大学駅伝で2区を任されると、8人をごぼう抜きし10位から2位へ順位を上げ、区間2位の成績を残した。この年、中央大学は出雲路に続き伊勢路でも準優勝の成績を残した。
2006年1月2日、第82回箱根駅伝で東海大学のスーパールーキーとなった佐藤悠基と3区で対決。後ろから迫る佐藤に影を踏ませることはなかったが、風邪と右足人指し指の腱鞘炎の影響で、区間新記録を樹立した佐藤、福井誠に続く区間3位にとどまった。4月には福岡で開かれた世界クロスカントリー選手権のショート（4 km、この年をもって廃止）に日本代表として出場するがスタート直後にシレシ・シヒネと足が絡まり転倒した。
2006年夏にヨーロッパ遠征に赴くが、右すねに故障を発症しレースには出場できなかった。11月5日、第38回全日本大学駅伝では3区を走り、4人抜き。ステファン・マヤカが刻んだ区間記録と2秒差の27分07秒で区間賞を獲得した。11月23日、上野は第18回国際千葉駅伝に日本学生選抜1区として出場すると、日本代表・佐藤悠基に1秒競り勝つ13分32秒の記録で、マーティン・イルング・マサシ（ケニア）に次ぐ区間2位となった。
2007年1月2日、第83回箱根駅伝でも3区にエントリー、前年佐藤が出した区間記録を更新すべく遊行寺坂を駆け下り湘南を疾走した。17位でタスキを受けると9人をごぼう抜きし8位まで順位を上げ、1時間02分50秒で区間賞を獲得した。なお、区間2位は日本大学のギタウ・ダニエルであったが、学生三大駅伝でモグスを除き、ダニエルに唯一勝ったのがこの時の上野であった。
大学4年となり、上野は5月の関東インカレ5000mに出場、松岡・竹澤らを抑えて14分01秒00の記録で優勝を飾った。「四天王ではなく僕が一番」「佐藤や竹澤は本当に強い選手なので、負けたくない意識は強い」との上野の想いが結実する勝利であった。
7月28日ベルギー・ヒュースデン＝ゾルダーにおいてナイトオブアスレチックスの5000mBに出場。自己ベストを10秒以上も更新する13分21秒49を記録し、世界陸上選手権大阪大会5000mの参加標準記録A（13分21秒50）を突破した。またこれは5000m日本歴代5位となる記録であった。
10月、雨の降りしきる第19回出雲駅伝では1区区間賞を獲得、また前年安西秀幸が出した区間記録を26秒更新する区間新記録となった。
11月、第39回全日本大学駅伝では4区区間賞を獲得。大学時代に出場した全日本大学駅伝で4年間トータル29人抜きの記録となり、前を行く選手を次々に抜いていく様からごぼう抜きは上野の代名詞となった。11月22日には第19回国際千葉駅伝で1区を務め区間2位、この年から男女混合となった大会の日本代表として優勝を飾った。
最後の箱根路となる第84回箱根駅伝は本番2日前に38℃の高熱を出し強行出場となった。上野は竹澤健介に次ぐ3区区間2位でまとめたが、ゴール後には路上に転倒するほどの状態となり、本人は「自分の中では大ブレーキ」と語った。

### エスビー食品
2008年4月、エスビー食品に入社した。この年は箱根後の体調不良と左足の疲労骨折により、5000mの参加標準記録を突破していた北京オリンピックやその代表選考会を兼ねた日本選手権への出場はかなわなかった。また、この年の3月まで中央大学陸上競技部駅伝監督として上野の指導に当たっていた恩師・田幸寛史が4月、エスビー食品陸上競技部監督に就任。引き続いて上野の指導に当たることとなった。
2009年1月、第14回全国都道府県対抗男子駅伝で7区アンカーを務め、兵庫県代表の北村聡の追走を許さず、ゴール前には手を合わせる仕草を見せたり大きくガッツポーズをしたりし派手にゴール。自身3度目となる長野県優勝を飾った。またふるさと選手制度の関係により、長野県代表として佐藤悠基と共に出場できる最後の都道府県男子駅伝となった。4月、アメリカ合衆国で開催されたマウント・サック・リレー1500mにおいて3分42秒51の自己新記録を残した。その後もバークレー招待、カーディナル招待（共に5000m）と各地を遠征。帰国した後5月30日ゴールデンゲームズinのべおかの5000mにおいて13分26秒31をマーク、世界選手権参加標準記録B（13分29秒00）を突破した。
6月25日、広島で行われた第93回日本選手権5000mに出場。オープン参加のビタン・カロキ が引っ張る展開を中団にて待機、中盤には先行していた竹澤健介を交わし2番手に上がるとそのまま押し切り13分41秒04のタイムで優勝した。この結果5000mで世界陸上選手権ベルリン大会日本代表に選出された。また6月28日には1500m決勝に出場し、スタート直後こそ最後方に控えたものの外から進出して先頭を奪うと、同種目4連覇中の小林史和らを抑え自己タイ記録の3分42秒51のタイムで逃げ切り、同選手権2種目優勝を飾った。この日NHKのゲスト解説を務めていた朝原宣治はこのレース展開を、日本の1500mではなかなか見られない駆け引きで見ていて面白かったと評した。また1500m・5000mの2種目優勝は、1985年第69回日本選手権の大塚正美以来となる24年ぶりの快挙であった。
世界の舞台に対する思い入れが強く、「練習が出来なくて何度泣いたか分からない。やっと、やっと、やっとです」と語り、年初には「ベルリンでは、無謀と言われても積極的に先頭に出て引っ張りたい。『世界の壁』は体感しないとわからないですから。その結果、予選で落ちてもかまわない。12年のロンドン五輪を見据えた戦いをしたい」と、故障により逃していた世界への目標を語っていた。8月20日世界陸上選手権男子5000m予選に出場。日本選手権後に体調を崩し十分な状態ではなかったが、タイムで拾われることを狙ってスタートから先頭に飛び出し、1000m付近まで北京五輪王者のケネニサ・ベケレ（エチオピア）らを相手に3秒以上引き離した。しかし、「1000メートルで体が動かなくなり」集団に吸収されると、2000mすぎに最後方まで転落。14分30秒76の16位でゴールし予選敗退の結果となった。
2010年、第15回全国都道府県対抗男子駅伝競走大会の長野代表を支えた後、千葉国際クロスカントリー大会から始動。4月兵庫リレーカーニバル1500mではジョナサン・ディク（日立電線）に次ぐ2位となった後、5月3日の静岡国際陸上競技大会5000mでは5位。続く5月8日国際グランプリ陸上大阪大会1500mでは3分40秒83の自己新記録を樹立して3位に入った。6月の第94回日本選手権では1500m・5000mの連覇が期待されて出場し、4日の1500m予選1組を1位通過。5日の1500m決勝では前年と同様のレース展開で中盤からの独走を狙ったが小林史和が追走してこれを許さず、一団にまとまる展開となり村上康則らに交わされて3位。6日の5000mでは後方から進めるレース展開で上位を狙ったが中盤で遅れて11位となった。8月14日、ベルギー・ルーバンで開催された競技会の1500mにおいて日本歴代8位となる3分39秒52を記録した。

### DeNA
2013年3月末、ヱスビー食品陸上部が廃部となった際、受け皿となったDeNAに移籍し、初代キャプテンを務めた。

### 立教大学体育会陸上競技部、男子駅伝監督
2018年11月13日、立教大学は2024年の第100回箱根駅伝への出場へ向け、駅伝部門強化に乗り出すことを発表（「立教箱根駅伝2024」事業）。現役陸上選手の上野を招聘。11月末でDeNAを退部・退社し、男子駅伝監督として12月1日に就任するが、現役選手として自らの練習も継続し、ランナー兼指導者となった。
指導者として、2022年10月15日の第99回箱根駅伝予選会で立教大学は6位に入り、目標より1年早く箱根駅伝本戦出場を決めた。また、ランナーとして2023年1月22日の第28回全国都道府県対抗男子駅伝で長野県代表として7区を走り、優勝に貢献した。
しかし2023年10月、女子部員と不適切な関係に陥ったことが一部週刊誌で報じられ、立教大学は10月10日付で謹慎処分を課した。これを受け上野は埼玉県新座市にある選手寮を退去し、チームから離脱。立教大学は11日までに上野を監督から解任した。

### ひらまつ病院
2024年1月、佐賀県を拠点とするひらまつ病院陸上部への加入が発表され、競技に本格復帰することとなった。

## 人物
スピードキングと呼ばれることがある。得意とするラストスパートは熱心に取り組んだ練習により培われたものである。
大学以降は、サングラスがトレードマークに成りつつある。レース中に後ろや横の選手をしばしば振り返る癖があり、国際千葉駅伝で解説を務めた増田明美は癖を気にしてしきりに指摘していた。
2009年1月2日の日本テレビ『新春スポーツスペシャル箱根駅伝』では今井正人と共に第85回箱根駅伝の往路ゲスト解説を務め、腰の位置やフォームを指摘するなど適所にポイントを挙げる解説ぶりを見せた。2009年4月アメリカ遠征中であった上野は、佐藤悠基が10000m日本歴代3位となる記録を樹立した場に居合わせ、佐藤の快挙を祝福した。2010年の天皇盃第15回全国都道府県対抗男子駅伝では自身の出場選手登録はなかったものの、長野代表の合同練習を手伝い大会当日には広島に帯同するなど、大会3連覇を目指す代表選手へのサポートを惜しみなく行なった。また、長野県のローカルレースである長野県縦断駅伝にも参加し、2007年は出身地区である全佐久チームを初優勝へと導くなど故郷に対する思い入れも強い選手である。。
競技者として強気な発言が目立つ上野には別の一面があり、「現役を引退してからは、楽しみながら走って、両角速先生や田幸寛史さんのように選手が勝つために、自分から一生懸命に動く指導者になりたい。陸上が人一倍好きですから」と世話になった指導者への感謝と陸上への思いを持つ。駅伝では次の走者を気遣い励まし、また故郷・長野県にて市民マラソンに参加し子供と一緒に走ったり中学校での講演会を引き受けたりするなど、多彩な素顔を覗かせるランナーである。結婚して3児の父。

## 主な戦績
| 年   | 大会                                       | 種目     | 順位  | 記録       | 備考       |
| ---- | ------------------------------------------ | -------- | ----- | ---------- | ---------- |
| 2002 | 第55回全国高等学校総合体育大会陸上競技大会 | 1500m    | 予選  | 4分00秒33  |            |
| 2002 | 第55回全国高等学校総合体育大会陸上競技大会 | 5000m    | 予選  | 14分39秒26 |            |
| 2003 | 第56回全国高等学校総合体育大会陸上競技大会 | 1500m    | 5位   | 3分45秒59  |            |
| 2003 | 第56回全国高等学校総合体育大会陸上競技大会 | 5000m    | 5位   | 13分51秒99 |            |
| 2004 | 第32回世界クロスカントリー選手権           | ジュニア | 36位  | 26分28秒   | 8000m      |
| 2005 | 第33回世界クロスカントリー選手権           | ジュニア | 66位  | 12分40秒   | 4196m      |
| 2005 | 第84回関東学生陸上競技対校選手権大会       | 1500m    | 2位   | 3分46秒80  |            |
| 2005 | 第84回関東学生陸上競技対校選手権大会       | 5000m    | 5位   | 13分52秒88 |            |
| 2005 | 第74回日本学生陸上競技対校選手権大会       | 5000m    | 42位  | 15分01秒25 |            |
| 2005 | 第89回日本陸上競技選手権大会               | 1500m    | 4位   | 3分43秒93  |            |
| 2006 | 第34回世界クロスカントリー選手権           | ショート | 112位 | 12分32秒   | 4000m      |
| 2006 | 第85回関東学生陸上競技対校選手権大会       | 5000m    | 3位   | 13分39秒00 |            |
| 2006 | 第75回日本学生陸上競技対校選手権大会       | 5000m    | 4位   | 13分35秒68 |            |
| 2006 | 第90回日本陸上競技選手権大会               | 5000m    | 29位  | 14分24秒81 |            |
| 2007 | ナイトオブアスレチックス                   | 5000m    | 3位   | 13分21秒49 | 自己ベスト |
| 2007 | 第86回関東学生陸上競技対校選手権大会       | 1500m    | 5位   | 3分47秒50  |            |
| 2007 | 第86回関東学生陸上競技対校選手権大会       | 5000m    | 優勝  | 14分01秒00 |            |
| 2007 | 第76回日本学生陸上競技対校選手権大会       | 5000m    | 5位   | 13分43秒28 |            |
| 2007 | 第91回日本陸上競技選手権大会               | 5000m    | 8位   | 13分59秒61 |            |
| 2009 | ゴールデンゲームズinのべおか               | 5000m    | 3位   | 13分26秒31 | E          |
| 2009 | 第93回日本陸上競技選手権大会               | 5000m    | 優勝  | 13分41秒04 |            |
| 2009 | 第93回日本陸上競技選手権大会               | 1500m    | 優勝  | 3分42秒51  |            |
| 2009 | 世界陸上競技選手権大会                     | 5000m    | 予選  | 14分30秒76 |            |
| 2009 | 第5回東アジア競技大会                      | 5000m    | 3位   | 14分18秒90 |            |
| 2009 | 第5回東アジア競技大会                      | 1500m    | 3位   | 3分55秒11  |            |
| 2010 | 第19回金栗記念選抜中・長距離熊本大会       | 5000m    | 6位   | 13分45秒95 |            |
| 2010 | 第58回兵庫リレーカーニバル                 | 1500m    | 2位   | 3分42秒95  |            |
| 2010 | 第26回静岡国際陸上競技大会                 | 5000m    | 5位   | 13分24秒75 |            |
| 2010 | 国際グランプリ陸上大阪大会                 | 1500m    | 3位   | 3分40秒83  |            |
| 2010 | 第94回日本陸上競技選手権大会               | 1500m    | 3位   | 3分46秒15  |            |
| 2010 | 第94回日本陸上競技選手権大会               | 5000m    | 11位  | 13分56秒22 |            |
| 2014 | 第62回兵庫リレーカーニバル                 | 10000m   | 5位   | 28分01秒71 | 自己ベスト |
| 2017 | 第101回日本陸上競技選手権大会              | 10000m   | 2位   | 28分37秒34 |            |

### 駅伝成績
| 年   | 大会                               | 区間 | 距離    | 順位     | 記録          | 備考                               |
| ---- | ---------------------------------- | ---- | ------- | -------- | ------------- | ---------------------------------- |
| 2001 | 第52回全国高等学校駅伝競走大会     | 2区  | 3.0 km  | 区間賞   | 8分16秒       | 佐久長聖5位                        |
| 2002 | 第53回全国高等学校駅伝競走大会     | 1区  | 10.0 km | 区間9位  | 29分51秒      | 佐久長聖7位                        |
| 2003 | 第8回全国都道府県対抗男子駅伝      | 5区  | 8.5 km  | 区間賞   | 24分33秒      | 区間新記録, 17人抜き               |
| 2003 | 第54回全国高等学校駅伝競走大会     | 1区  | 10.0 km | 区間5位  | 28分54秒      | 佐久長聖準優勝, 区間日本人最高記録 |
| 2004 | 第9回全国都道府県対抗男子駅伝      | 5区  | 8.5 km  | 区間賞   | 24分32秒      | 長野県優勝, 区間新記録             |
| 2004 | 第16回出雲全日本大学選抜駅伝競走   | 1区  | 8.0 km  | 区間4位  | 23分37秒      | 中央3位                            |
| 2004 | 第36回全日本大学駅伝対校選手権大会 | 2区  | 13.2 km | 区間3位  | 38分39秒      | 中央3位, 10人抜き                  |
| 2005 | 第81回東京箱根間往復大学駅伝競走   | 1区  | 21.4 km | 区間19位 | 1時間06分23秒 | 中央4位                            |
| 2005 | 第10回全国都道府県対抗男子駅伝     | 7区  | 13.0 km | 区間2位  | 37分56秒      | 長野県優勝                         |
| 2005 | 第17回出雲全日本大学選抜駅伝競走   | 6区  | 10.2 km | 区間2位  | 30分01秒      | 中央2位                            |
| 2005 | 第37回全日本大学駅伝対校選手権大会 | 2区  | 13.2 km | 区間2位  | 38分08秒      | 中央2位, 8人抜き                   |
| 2006 | 第82回東京箱根間往復大学駅伝競走   | 3区  | 21.5 km | 区間3位  | 1時間03分48秒 | 中央8位                            |
| 2006 | 第38回全日本大学駅伝対校選手権大会 | 3区  | 9.5 km  | 区間賞   | 27分07秒      | 中央3位, 4人抜き                   |
| 2006 | 第19回国際千葉駅伝                 | 1区  | 5.0 km  | 区間2位  | 13分32秒      | 日本学生選抜4位                    |
| 2007 | 第83回東京箱根間往復大学駅伝競走   | 3区  | 21.5 km | 区間賞   | 1時間02分50秒 | 中央8位, 9人抜き                   |
| 2007 | 第12回全国都道府県対抗男子駅伝     | 3区  | 8.5 km  | 区間2位  | 23分47秒      | 長野県2位, 5人抜き                 |
| 2007 | 第19回出雲全日本大学選抜駅伝競走   | 1区  | 8.0 km  | 区間賞   | 22分50秒      | 中央7位, 区間新記録                |
| 2007 | 第39回全日本大学駅伝対校選手権大会 | 4区  | 14.0 km | 区間賞   | 40分04秒      | 中央3位, 7人抜き                   |
| 2007 | 第56回長野県縦断駅伝               | 1区  | 11.6 km | 区間賞   | 33分22秒      | 全佐久初優勝                       |
| 2007 | 第19回国際千葉駅伝                 | 1区  | 5.0 km  | 区間2位  | 13分29秒      | 日本代表優勝                       |
| 2008 | 第84回東京箱根間往復大学駅伝競走   | 3区  | 21.5 km | 区間2位  | 1時間03分52秒 | 中央7位, 4人抜き                   |
| 2008 | 第57回長野県縦断駅伝               | 6区  | 13.0 km | 区間賞   | 38分39秒      | 全佐久                             |
| 2009 | 第14回全国都道府県対抗男子駅伝     | 7区  | 13.0 km | 区間6位  | 38分06秒      | 長野県優勝                         |
| 2009 | 第21回国際千葉駅伝                 | 1区  | 5.0 km  | 区間2位  | 13分32秒      | 日本代表優勝                       |
| 2010 | 第22回国際千葉駅伝                 | 1区  | 5.0 km  | 区間賞   | 13分23秒      | 日本代表3位                        |
| 2011 | 第16回全国都道府県対抗男子駅伝     | 7区  | 13.0 km | 区間3位  | 37分36秒      | 長野県2位                          |
| 2011 | 第23回国際千葉駅伝                 | 1区  | 5.0 km  | 区間4位  | 13分40秒      | 日本代表2位                        |
| 2012 | 第24回国際千葉駅伝                 | 5区  | 10.0 km | 区間2位  | 28分46秒      | 日本代表2位                        |
| 2013 | 第18回全国都道府県対抗男子駅伝     | 7区  | 13.0 km | 区間2位  | 37分58秒      | 東京都から出場2位                  |
| 2014 | 第19回全国都道府県対抗男子駅伝     | 3区  | 8.5 km  | 区間賞   | 23分49秒      | 長野県優勝                         |
| 2014 | 第55回東日本実業団対抗駅伝競走大会 | 1区  | 11.6 km | 区間賞   | 33分30秒      | DeNA8位                            |
| 2015 | 第59回全日本実業団対抗駅伝競走     | 1区  | 12.3 km | 区間10位 | 35分03秒      | DeNA6位                            |
| 2016 | 第60回全日本実業団対抗駅伝競走     | 3区  | 13.6 km | 区間賞   | 37分58秒      |                                    |
| 2017 | 第22回全国都道府県対抗男子駅伝     | 7区  | 13.0 km | 区間2位  | 37分49秒      | 長野県優勝                         |
| 2023 | 第28回全国都道府県対抗男子駅伝     | 7区  | 13.0 km | 区間12位 | 38分11秒      | 長野県優勝                         |

## 記録
|                                                                | 1500m                                     | 5000m                                    | 10000m                                    |
| -------------------------------------------------------------- | ----------------------------------------- | ---------------------------------------- | ----------------------------------------- |
| 2002年 （高校2年）                                             | 3分54秒81                                 | 13分56秒11                               | 30分12秒67                                |
| 2003年 （高校3年）                                             | 3分45秒59 高校歴代4位 ジュニア日本歴代7位 | 13分48秒06 高校歴代4位                   | 28分27秒39 高校新記録 ジュニア日本歴代9位 |
| 2004年 （大学1年）                                             |                                           | 13分54秒65                               |                                           |
| 2005年 （大学2年）                                             | 3分42秒53                                 | 13分52秒88                               |                                           |
| 2006年 （大学3年）                                             | 3分49秒06                                 | 13分35秒68                               |                                           |
| 2007年 （大学4年）                                             | 3分42秒76                                 | 13分21秒49 日本歴代5位 日本人学生歴代3位 | 29分07秒90                                |
| 2008年                                                         |                                           |                                          |                                           |
| 2009年                                                         | 3分42秒51                                 | 13分26秒31                               |                                           |
| 2010年                                                         | 3分39秒52 日本歴代8位                     | 13分24秒75                               |                                           |
| 2022年                                                         |                                           | 13分39秒95                               |                                           |
| 歴代記録は当時の順位に基づく。現在の順位は各種目を閲覧のこと。 |                                           |                                          |                                           |

※太字は自己ベスト